# 吉安尼纳竞技俱乐部
基亞尼拿體育會（希臘語：Πανηπειρωτικός Αθλητικός Σύλλογος Γιάννινα）是位於希臘伊庇鲁斯約阿尼納州首府约阿尼纳的足球會，現時在希臘足球超級聯賽參賽。

## 榮譽
- 希臘甲級聯賽
  - 冠軍 (3)：1973–74, 1985–86, 2001–02

## 外部連結
- 官方网站（页面存档备份，存于）